# Apanteles gelechiidivoris
Apanteles gelechiidivoris är en stekelart som beskrevs av Marsh 1975. Apanteles gelechiidivoris ingår i släktet Apanteles och familjen bracksteklar. Inga underarter finns listade i Catalogue of Life.